# 비비안 메이슨
비비언 메이슨(Vivian Mason, 1918년 7월 12일 ~ 2009년 8월 24일)은 미국의 배우, 텔레비전 배우, 영화배우이다.
시애틀에서 태어났으며 시애틀에서 사망하였다.

## 영화
- 화이트 크리스마스 (1954년)
- 히어 컴 더 걸스 (1953년)
- 올 어쇼어 (1953년)
- 레몬 드롭 키드 (1951년)
- 스토크 클럽 (1945년)
- 조지 화이트의 스캔달 (1945년)
- 천일야화(영어판) (1945년)
- 댓 나잇 인 리오 (1941년)
- 미인극장 (1941년)